# Dzieje Tewji Mleczarza
Dzieje Tewji Mleczarza (jid. ‏טבֿיה דער מילכיקער‎ Tewje der Milchiker) – powieść autorstwa Szolema Alejchema z 1894 roku, znana także pod alternatywnym tytułem Dzieje Tewjego Mleczarza.

## Fabuła
Tewje jest ubogim mleczarzem z żydowskiej wsi Kasrylewka. Nieustannie szuka sposobności do zarobienia pieniędzy, mimo iż w duchu uznaje swoją biedę i nie wini się za nią. Z żoną Gołde ma siedem córek, które chce po kolei wydać za mąż. Każdą sytuację życiową Tewje tłumaczy sobie cytatami z Biblii i Midraszy. Pierwsze rozdziały opowiadają o wydarzeniach z życia Tewji – jak podwiózł dwie kobiety na drodze i jak stracił pieniądze, wchodząc w układ z niegodnym zaufania Żydem. Kolejne rozdziały opisują wydanie za mąż kolejnych córek Tewji: Cejtł, która chce wyjść za biednego krawca, Motła Kamzojła, mimo że stara się o nią najbogatszy Żyd we wsi, Lejzer-Wołf; Hodł, która chce wyjść za młodego Żyda o rewolucyjnych poglądach, Perczyka; Chawy, która pragnie poślubić kogoś, kto nie jest Żydem; Szprince, zakochanej w bogatym Żydzie, którego rodzina nie zezwala na ślub; Bejłkie, która wychodzi zgodnie z wolą ojca za bogatego Pedocera. Ostatnie rozdziały opisują z kolei ingerencję Rosjan w sprawy Żydów i w efekcie wysiedlenie mieszkańców wioski.
Powieść jest pisana jako zwierzenia głównego bohatera, Tewji, samemu autorowi, Szolemowi Alejchemowi. Mleczarz niejednokrotnie lamentuje, ponieważ spotykają go „wszystkie nieszczęścia świata” – po zdobyciu pieniędzy, traci je przez oszusta; pierwsze dwie córki zaręczają się po kryjomu, bez zgody ojca, następnie Cejtł prowadzi życie biednej kobiety (później wdowy), a Hodł musi wyjechać do Perczyka, którego zesłano na Sybir, i ciężko pracować. Tewje wydziedzicza córkę Chawę i spotyka ją dopiero po wielu latach. Następną tragedią jest samobójstwo córki Szprince z powodu niespełnionej miłości. Potem następuje bankructwo Pedocera, męża Bejłkie, który sam oddaje część majątku Tewji, a ten porzuca pracę mleczarza. Wreszcie bohatera dotyka śmierć żony i w ostateczności życie w diasporze. Tewje zawsze tłumaczy sobie zrządzenia losu tym, że to wola Boża i musi przyjąć je z pokorą.

## Bohaterowie
- Tewje – tytułowy bohater powieści, zarazem jej narrator; ubogi Żyd, który pragnie wydać wszystkie córki szczęśliwie za mąż.
- Gołde – żona Tewji, umiera przed wydaniem Bejłkie za mąż.
- Cejtł – najstarsza córka Tewji, wychodzi za mąż za krawca Motła Kamzojła.
- Motł Kamzojł – mąż Cejtł, z zawodu krawiec, umiera po wydaniu Bejłkie za mąż.
- Lejzer-Wołf – bogaty rzeźnik, niedoszły mąż Cejtł.
- Frume-Sore – pierwsza żona Lejzera-Wołfa, zmarła.
- Efroim – swat.
- Hodł – druga córka Tewji, wychodzi za mąż za Perczyka.
- Perczyk – mąż Hodł, zostaje zesłany na Sybir („na posielienije [przymusowe osiedlenie]”); nazywany też Pieprzyk.
- Brodzki – bogaty kupiec z Jehupca (tak nazwany jest w powieści Kijów), postać często wspominana w powieści.
- Chawa – trzecia córka Tewji, wydziedziczona po zaręczeniu się wbrew woli ojca.
- Szprince – czwarta córka Tewji, popełnia samobójstwo poprzez utopienie się po niewyrażeniu zgody na ślub przez rodziców ukochanego.
- Bejłkie – piąta córka Tewji, wychodzi za mąż za bogatego Pedocera.
- Pedocer – mąż Bełkie, dziedzic majątku swych bogatych rodziców, bankrutuje.
- Szołem Alejchem – autor powieści, któremu zwierza się główny bohater, Tewje.

## Tłumaczenie na język polski
- Pierwsze wydanie: Szołem Alejchem: Dzieje Tewji Mleczarza. Tłum. Anna Dresnerowa. Wrocław: Ossolineum, 1960. Brak numerów stron w książce
- Drugie wydanie: Szołem Alejchem: Dzieje Tewji Mleczarza. Tłum. Anna Dresnerowa. Wrocław: Wydawnictwo Dolnośląskie, 1989, seria: Biblioteka Pisarzy Żydowskich. ISBN 83-7023-312-0. Brak numerów stron w książce Wznowienia w latach 1994 i 2005.

## Musical i ekranizacja
Na podstawie powieści stworzono musical Skrzypek na dachu, który miał premierę w 1964 roku, z muzyką Jerry’ego Bocka, słowami Sheldona Harnicka i librettem Josepha Steina. Musical zekranizowano w 1971 roku pod tym samym tytułem, a główną rolę Tewji odegrał Chaim Topol. Film nagrodzono trzema Oscarami. W musicalu i w ekranizacji filmowej miejsce akcji (fikcyjne miasteczko Kasrylewka) zostało nazwane Anatewką.